# 木原活信
木原活信（きはら かつのぶ、1965年9月18日 - ）は、日本の社会福祉学者。同志社大学社会学部教授。2024年より副学長、理事。博士（社会福祉学）。日本社会福祉学会元会長、日本キリスト教社会福祉学会会長。専門領域は、福祉思想史・福祉哲学、ソーシャルワーク論。実践フィールドとして自殺予防、スピリチュアルケア、精神保健福祉領域等。キリスト教徒。福岡県出身。
Jane Addamsの研究で第5回福武直賞受賞。George Müllerの研究で第21回日本社会福祉学会賞受賞。主著 『対人援助の福祉エートス』（ミネルヴァ書房2003年）、『Ｊ.アダムズの社会福祉実践思想の研究 』（川島書店1998年）。『社会福祉と人権』（ミネルヴァ書房2014年）、『弱さの向こうにあるもの』（いのちのことば社2015年）『ジョージ・ミュラーとキリスト教社会福祉の源泉：「天助」の思想と日本への影響』(教文館 2023)　
キリスト新聞の論壇、クリスチャン新聞、『いのちのことば』などでコラム等を担当する他、国内外においてキリスト教に関して講演し、NHK「こころの時代」、NHK「ラジオ深夜便」などにも出演して信仰について語っている。

## 略歴
同志社大学大学院文学研究科博士課程修了。NTT東海相談室カウンセラー、県立広島女子大学生活科学部専任講師・助教授、東京都立大学 人文学部助教授、トロント大学ソーシャルワーク大学院客員研究員を経て現在同志社大学教授。学校法人同志社理事・評議員を歴任。福岡県、京都府、広島県、東京都、カナダのトロントと拠点を移し、現在京都市在住。

## 研究・社会活動
日本社会福祉学会元会長、日本キリスト教社会福祉学会会長、North American Association of Christians in Social Work(NACSW)会員。社会福祉法人京都基督教福祉会評議員、文部科学省教科書検定調査審議会臨時委員、社会福祉法人イエス団評議員、などの活動に従事。　NHK「こころの時代」（2015年10月25日）、「関西発ラジオ深夜便」(2016年2月13日） に出演して、自らのキリスト教信仰や、社会福祉実践への動機について克明に語る。

## 主な著作

### 単著
- 『Ｊ・アダムズの社会福祉実践思想の研究－ソーシャルワークの源流－』川島書店　1998　ISBN:4761006331
- 『ジェーン・アダムズ』大空社1998　ISBN:4756808573
- 『対人援助の福祉エートス―ソーシャルワークの原理とスピリチュアリティ―』ミネルヴァ書房 2003　ISBN:4623038386
- 『社会福祉の原理と人権』ミネルヴァ書房 2014　ISBN:9784623071081
- 『弱さの向うにあるもの』いのちのことば社　2015　ISBN:9784264033530
- 『ジョージ・ミュラーとキリスト教社会福祉の源泉：「天助」の思想と日本への影響』教文館 2023　ISBN 978-4-7642-7466-2

### 共著
- 同志社大学良心学研究センター編（2018）『良心学入門』岩波書店
- 木原活信、引土絵未編（2015）『自殺をケアするということ―「弱さ」へのまなざしからみえるもの』ミネルヴァ書房  (ISBN: 9784623072958)
- Kihara,K,(2011)“Social Work Education in Japan: Historical perspective”, Selwyn Stanley ed., Social Work Education in Countries of the East: Issues and Challenges. (New York: Nova Science Publishers, Inc.)
- 木原活信、小山聡子編著(2012)『ソーシャルワークの思想』（日本社会福祉学会監修　対論　社会福祉学４）中央法規出版
- 佐々木隆、大井浩二、明石紀雄、岡本勝編（1995）『100年前のアメリカ－世紀転換期のアメリカ社会と文化－』修学社
- 同志社大学人文科学研究所編（1999）『石井十次の研究』同朋出版
- 嶋田啓一郎監、秋山智久、高田真治編（1999）『社会福祉の思想と人間観』ミネルヴァ書房
- 保田井進、硯川眞旬、黒木保博編著（1999）『福祉グループワークの理論と実際』ミネルヴァ書房
- 加茂陽編（2000）『ソーシャルワーク理論を学ぶ人のために』世界思想社
- 岡本民夫、平塚良子編（2004）『ソーシャルワークの技能』ミネルヴァ書房
- 加茂陽編（2006）『被虐待児童への支援論を学ぶ人のために』世界思想社
- 横田恵子編（2007）『解放のソーシャルワーク』世界思想社
- 野口裕二編（2009）『ナラティヴ・アプローチ』勁草書房
- 中川清・埋橋孝文編(2011)『講座　現代の社会政策』明石書店

### 論文
- 「英国初期ブラザレン運動とジョージ・ミュラー ―その分裂と挫折が福祉実践思想形成に及ぼした影響をめぐって―」 『キリスト教社会問題研究』 　　(第68号) 1 - 33 2019
- 「ジョージ・ミュラーの思想形成におけるフランケの敬虔主義の影響について」 『評論・社会科学』 (127) 1 - 17 2018
- “A Comparison of Elder Care Between Hiroshima and Vancouver”  with Lee,B. Kamo, K.,Japanese Journal of Social Services.2000
- 「J.アダムスがソーシャル・ケースワークの形成に及ぼした影響－革新主義時代にみるアダムスとリッチモンド(1900-1914)－」日本社会福祉学会『社会福祉学』第32巻2号 1991.
- 「初期J.アダムスの社会福祉実践思想とクエーカー主義-『社会福祉の良心』の形成過程と"inner light"－」日本基督教社会福祉学会『基督教社会福祉学研究』第24号 1992.
- 「同志社のアイロニー　－山室軍平の中途退学－」同志社新島研究会『新島研究』第82号 1993
- 「J.アダムスと日本－先行研究の検討と来日(1923 6.14-8.28)の足跡をめぐって－」社会事業史研究会『社会事業史研究』第21号 1993
- 「ソーシャルワークにおける『媒介』の意味とその起源　－J.アダムスの『掛け橋』思想 をめぐって－」『社会福祉研究』第58号鉄道弘済会 1993
- 「ソーシャルワーカーにみる被害者意識と加害者意識の構造－J.アダムスの生い立ち(1860-1889)の分析より－」日本基督教社会福祉学会『基督教社会福祉学研究』第25号 1993
- 「児童面接にエコマップを活用した事例研究－心理的視点からソーシャルなコンテキストへ－」日本社会福祉実践理論学会『日本社会福祉実践理論学会研究紀要』第2号 1994
- 「忘れられたもう一人の社会事業家－E・G・スターの思想と生涯－」日本基督教社会福祉学会『基督教社会福祉学研究』第28号 1996
- 「石井十次にみるジョージ・ミュラー観の変遷過程」同志社大学人文科学研究所『キリスト教社会問題研究』第45号 1996
- 「ソーシャルワークにおける『意味』の探究と解釈－ある難病患者の病いの『語り』(narrative)をめぐって－」『広島女子大学生活科学部紀要』第2号 1996
- "Power, Where does it Come From? :An Important Lesson by A.A.'s Philosophy for the Empowerment Approach to Social Work"『広島女子大学生活科学部紀要』第３号 1997
- 「賀川豊彦とジェーン・アダムズ－セツルメントをめぐって－」賀川豊彦記念 松沢資料館『雲の柱』第15号 1998
- 「ジェーン・アダムズと地域福祉」『地域福祉研究』No.28 2000
- 「ソーシャルワークにおけるアドボカシー概念の起源と原型―パラクレートスの思想をめぐって―」日本キリスト教社会福祉学会誌『キリスト教社会福祉学研究』第34号 2002
- 「社会構成主義によるソーシャルワークの研究方法―ナラティヴ・モデルによるクライアントの現実の解釈―」『ソーシャルワーク研究』Vol.27.No.4.2002
- 「ソーシャルワーク実践への歴史研究の一視角―『自分のなかに歴史をよむ』こととナラティヴ的可能性をめぐって―」『ソーシャルワーク研究』vol.29.No.4.2004
- 「ヘンリ･ナウエンの福祉思想―スピリチュアリティと「創造的弱さ」をめぐって―」日本キリスト教社会福祉学会『キリスト教社会福祉学研究』第35号 2004
- 「福音と社会の結合（「連字符」）―嶋田啓一郎の神学をめぐって」日本キリスト教社会福祉学会誌『キリスト教社会福祉学研究』第37号 2005
- 「ナラティヴを巡る諸問題」社会福祉実践理論学会『社会福祉実践理論研究』第14号 2005
- 「自分史と福祉実践―対抗文章としての記録（ナラティヴ・リコード）について―」『ソーシャルワーク研究』　Vol.31 No.3.2005
- 「社会福祉構造の変革と公共空間の創出」共立基督教研究所『Emergence 創発』X巻3号（通巻27号）2005
- 「福祉原理の根源としての「コンパッション」の思想と哲学」日本社会福祉学会誌『社会福祉学』vol.46-2号 2005
- 「被虐待児童への真実告知をめぐるスピリチュアルケアとナラティヴ論――『子供である』ことと『子供になる』ことをめぐって」『先端社会研究』第4号 2006
- 「社会福祉方法論の時期区分―ポストモダンの視点を加味した場合―」日本社会事業史学会誌『社会事業史研究』第34号 2007
- 「公共圏のなかのキリスト教福音派の福祉実践―公共哲学的視座―」『Emergence』vol.XI No.03 2007
- 「キリスト教実践に立つ社会福祉実践と新しい公共圏―A.E.McGrathの神学を手がかりに―」日本キリスト教社会福祉学会誌『キリスト教社会福祉学』第40号 2008
- 「ソーシャルワークにおける先行研究検討の意義と文献検索の方法」『ソーシャルワーク研究』vol.35.No.2 2009
- 「ソーシャルワーク実践におけるグリーフワーク」『ソーシャルワーク研究』37-4(148) 2012
- 「自殺予防における「福祉モデル」の提唱」『社会福祉研究』115号　鉄道弘済会 2012
- 「無縁社会のなかのキリスト教社会福祉のミッション―ゲラサの人の叫びに耳を傾けながら―」日本キリスト教社会福祉学会誌『キリスト教社会福祉学研究』第45号 2013

## 受賞歴
- 第5回福武直賞受賞(1999年)
- 第16回社会事業史文献賞受賞(1997年)
- 第1回新島論文賞受賞(1994年)
- 同志社大学社会福祉学会賞(2004年;2023年)
- 第21回日本社会福祉学会学会賞[22]（2024年）